# دافني دو مورييه
السيدة دافني دو مورييه، الليدي براونينغ؛ سيدة قائدة حاصلة على أعلى رتبة في الإمبراطورية البريطانية (13 مايو، 1907- 19 أبريل، 1989) كاتبة إنجليزية وكاتبة مسرحيات.
على الرغم من أنها تصنف روائية رومنسية، توصف قصصها بأنها «مزاجية ورنانة» إضافة إلى معانٍ خفية لأمور خارقة للطبيعة. لم تؤخذ رواياتها الأكثر مبيعًا بشكل جدي من قبل النقاد في البداية، لكنها اكتسبت منذ ذلك الحين سمعةً قويةً بدهائها السردي. تحولت العديد من روايتها إلى أفلام، بما فيها رواية ريبيكا، وقريبتي ريتشل وجامايكا إن، إضافة إلى مجموعة القصص القصيرة بعنوان الطيور ولا تنظر الآن/ ليس بعد منتصف الليل.
أمضت دو مورييه جزءًا كبيرًا من حياتها في كورنوول، حيث كتبت معظم أعمالها. أصبحت أكثر انعزالًا مع ازدياد شهرتها.
كان والداها الممثل/ المدير السير جيرالد دو مورييه [الإنجليزية] والممثلة المسرحية مورييل بيومونت. كان جدها رسام الكاريكاتير والكاتب جورج دو مورييه.

## حياتها المبكرة
وُلدت دافني دو مورييه في لندن، وهي الابنة الوسطى بين ثلاث بنات للممثل والمدير البارز السير جيرالد دو مورييه [الإنجليزية] والممثلة مورييل بيومونت. كانت والدتها ابنة أخ الصحفي والمؤلف والمحاضر ويليام كومينز بيومونت. كان جدها جورج دو مورييه، المؤلف ورسام الكاريكاتير في مجلة بانش، الذي ابتكر شخصية سفينغالي في رواية تريبلي. أصبحت شقيقتها الكبرى، آنجيلا دو مورييه، كاتبة أيضًا وكانت شقيقتها الصغرى جين رسامة.
ساعدت علاقات عائلة دو مورييه في تأسيس مسيرتها الأدبية، وقد نشرت بعض أعمالها الأولى في مجلة بيستاندر في بيومونت. نُشرت روايتها الأولى التي تحمل اسم «الروح المُحبة» في عام 1931. كانت دو مورييه أيضًا ابنة عم فتيان ليويلاين ديفيس، الذين كانوا إلهامًا لشخصيات جيمس ماثيو باري في مسرحية بيتر بان، أو الولد الذي لا يكبر.
قابلت ديو مورييه العديد من الممثلين المسرحيين البارزين عندما كانت صغيرة، وذلك بفضل شهرة والدها. عندما قابلت تلوله بانكهيد، قالت ديو مورييه إن بانكهيد كانت أجمل مخلوق رأته في حياتها.

## مسرحياتها
كتبت ديو مورييه ثلاث مسرحيات. كانت الأولى مقتبسةً عن روايتها ريبيكا، التي افتُتحت في مسرح كوينز في لندن بتاريخ 5 مارس عام 1940 وأنتجها جورج ديفين، من بطولة سيليا جونسون وأوين ناريس بدور دي وينسترز ومارغريت روذرفورد بدور السيدة دانفريس. بعد عرضها 181 مرة، نُقل الإنتاج إلى مسرح ستراند، ولعبت ديل فيرس دور السيدة دي وينستر الثانية وماري ميرال دور السيدة دانفريس، مع عرض إضافي بلغ 176 مرة.
كتبت في عام 1943 الدراما المستوحاة من السيرة الذاتية التي حملت اسم ذا ييرز بيتوين، التي تتحدث عن العودة غير المتوقعة لضابط كبير، كانوا يظنون أنه قُتل في المعركة، ويكتشف أن زوجته استحوذت على مقعده بوصفه عضوًا في البرلمان ودخلت في علاقة رومنسية مع مزارع محلي. عُرضت لأول مرة في دار أوبرا مانشستر في عام 1944 ثم انتقل عرضها إلى لندن وافتُتحت في مسرح ويندهامس في 10 يناير عام 1945، ولعب أدوار البطولة فيها نورا سوينبورن وكليف بروك. حقق الإنتاج الذي أخرجته آيرين هانتش نجاحًا لوقت طويل، إذ عُرض 617 مرة. أعيد إحياؤها من قبل كارولين سميث في مسرح ذا أروانج تري في ريتشموند على نهر التايمز بتاريخ 5 سبتمبر عام 2007، ولعبت بطولتها كارين أسكو ومارك تاندي.
تصور مسرحيتها الثالثة التي تحمل اسم سبتمبر تايد، امرأة في منتصف العمر يقع صهرها الفنان البوهيمي في حبها. استندت الشخصية الرئيسية ستيلا بالأساس إلى إيلين دبلداي، زوجة ناشر كتب أمريكي. وتصور كيف كانت ستكون إيلين في محيط إنجليزي وظروف مختلفة. أخرجتها أيضًا آيرين هينتشيل، وافتُتحت في مسرح الدويش في تاريخ 15 ديسمبر عام 1948، ولعبت فيها جيرترود لورنس دور ستيلا. أُغلقت في أغسطس عام 1949 بعد عرضها 267 مرة.

## وصلات خارجية
- دافني دو مورييه على موقع IMDb (الإنجليزية)
- دافني دو مورييه على موقع الموسوعة البريطانية (الإنجليزية)
- دافني دو مورييه على موقع مونزينجر (الألمانية)
- دافني دو مورييه على موقع ألو سيني (الفرنسية)
- دافني دو مورييه على موقع ميوزك برينز (الإنجليزية)
- دافني دو مورييه على موقع قاعدة بيانات برودواي على الإنترنت (الإنجليزية)
- دافني دو مورييه على موقع قاعدة بيانات الأفلام السويدية (السويدية)
- دافني دو مورييه على موقع إن إن دي بي (الإنجليزية)
- دافني دو مورييه على موقع ديسكوغز (الإنجليزية)
- دافني دو مورييه على موقع قاعدة بيانات الفيلم (الإنجليزية)

- دافني دو مورييه  على قاعدة بيانات الخيال التأملي على الإنترنت